# روبي بويد
روبي بويد (بالإنجليزية: Robbie Boyd)‏ هو مغني وكاتب أغاني بريطاني، ولد في 11 سبتمبر 1985.

## وصلات خارجية
- الموقع الرسمي
- روبي بويد على موقع ميوزك برينز (الإنجليزية)